# Masanobu Tsuji
Masanobu Tsuji (jap. 辻政信 Tsuji Masanobu; ur. 11 października 1902, uznany za zmarłego z dniem 20 lipca 1961) – japoński oficer wojskowy podczas II wojny światowej, zbrodniarz wojenny.

## Okres II wojny światowej
Promowany na pierwszy stopień oficerski w 1923 roku. Brał udział w podboju Malajów przez wojska japońskie, dowodzone przez generała Tomoyuki Yamashitę. W grudniu 1941 roku kierował wydziałem operacyjnym oraz wydziałem planowania sztabu 25 armii na Malajach.
Po zajęciu Singapuru 15 lutego 1942 dowodził jednostkami specjalnej policji wojskowej Kempeitai oraz przydzielonymi jej oddziałami regularnej armii w Tanjon Pagar, mającymi za zadanie przeprowadzenie szeregu masowych egzekucji na miejscowej, chińskiej ludności cywilnej (tzw. masakra Sook Ching).

## Okres powojenny
Po zakończeniu wojny, Tsuji był poszukiwany przez władze alianckie za zbrodnie wojenne. Mówiono, że otrzymał od naczelnego dowództwa japońskiego rozkaz „ukrywania się i przetrwania dla przyszłej odbudowy Cesarstwa Japonii”. Zbiegł do Tajlandii, a później przebywał jakiś czas w Chinach.
Po odzyskaniu suwerenności Japonii, powrócił do kraju w 1952 i został wybrany do wyższej izby parlamentu. Później wyjechał do Wietnamu jako korespondent japońskiej gazety i znów ślad po nim zaginął. Według japońskich źródeł, Tsuji napisał do rodziny w kwietniu 1964 z Sajgonu. W liście zapowiedział swój powrót do kraju pod koniec miesiąca, lecz nigdy do tego nie doszło. Cztery miesiące później chińska rozgłośnia w Pekinie podała, że został zabity przez CIA w Laosie. Władze amerykańskie zdementowały tę wiadomość.
Według innych doniesień, gdy zaprzestano poszukiwań japońskich zbrodniarzy wojennych, Masanobu Tsuji wyszedł z ukrycia i został autorem poczytnych opowiadań wojennych, m.in. książki Singapore: The Japanese Version (1966, wydanie japońskie 1951) oraz Singapore, 1941–1942 : the Japanese version of the Malayan campaign of World War II (Singapore-New York, Oxford University Press, 1988). Do 1959 roku z sukcesem rozwijał karierę polityczną, stając się jednym z założycieli i przywódców Partii Liberalno-Demokratycznej. W 1961 roku wyjechał do Laosu, gdzie zaginął w niewyjaśnionych okolicznościach.